# Liste der Kulturgüter in Plaffeien
Die Liste der Kulturgüter in Plaffeien enthält alle Objekte in der Gemeinde Plaffeien im Kanton Freiburg, die gemäss der Haager Konvention zum Schutz von Kulturgut bei bewaffneten Konflikten, dem Bundesgesetz vom 20. Juni 2014 über den Schutz der Kulturgüter bei bewaffneten Konflikten sowie der Verordnung vom 29. Oktober 2014 über den Schutz der Kulturgüter bei bewaffneten Konflikten unter Schutz stehen.
Objekte der Kategorien A sind vollständig in der Liste enthalten, Objekte der Kategorie B sind im Gemeindegebiet nicht ausgewiesen, Objekte der Kategorie C fehlen zurzeit (Stand: 1. Januar 2023). Unter Übrige Baudenkmäler sind zusätzliche geschützte Objekte zu finden, die im Planungs- und Baureglement der Gemeinde aufgeführt und nicht bereits in der Liste der Kulturgüter enthalten sind.

## Kulturgüter
| Foto |                                                                    | Objekt                                  | Kat. | Typ | Standort                       | Beschreibung |
| ---- | ------------------------------------------------------------------ | --------------------------------------- | ---- | --- | ------------------------------ | ------------ |
| ja   | Datei hochladen · Wikidata zu Pfarrkirche Mariä Geburt (Q29479229) | Pfarrkirche Mariä Geburt KGS-Nr.: 02269 | A    | G   | Kirchstrasse 1 588422 / 176835 |              |

## Übrige Baudenkmäler
| ID  | Foto |                 | Objekt                                                | Typ | Standort                                          | Beschreibung |
| --- | ---- | --------------- | ----------------------------------------------------- | --- | ------------------------------------------------- | --- |
| 4   | ja   | Datei hochladen | Mädchenschulhaus (1906/07)                            | G   | Schulhausweg 1 588422 / 176835                    | |
| 6   | ja   | Datei hochladen | Pfarrhaus (1907)                                      | G   | Kirchstrasse 9 588369 / 176801                    | |
| 10  | ja   | Datei hochladen | Gasthof zum Goldenen Kreuz (19. Jh.)                  | G   | Hauptstrasse 4 588364 / 176865                    | |
| 12  |      | Datei hochladen | Magazin mit Keller (1906/07)                          | G   | Dorf                                              | |
| 14  | ja   | Datei hochladen | Hotel Alpenklub (um 1910)                             | G   | Dorfstrasse 17 588356 / 176728                    | |
| 14  |      | Datei hochladen | Laden (1906/07)                                       | G   | Dorf                                              | |
| 15  |      | Datei hochladen | Wohnhaus mit Laden (1906/07)                          | G   | Dorf                                              | |
| 16  | ja   | Datei hochladen | Gemeindewirtshaus Hirschen (1906/07)                  | G   | Dorfstrasse 2 588281 / 176743                     | |
| 16  |      | Datei hochladen | Wohnhaus mit Laden (1906/07)                          | G   | Dorf                                              | |
| 20  |      | Datei hochladen | Wohnhaus und Metzgerei der Gebrüder Zbinden (1906/07) | G   | Dorfstrasse 18                                    | |
| 21  | ja   | Datei hochladen | Wohnhaus und Poststelle des Johann Dietrich (1906)    | G   | Dorfstrasse 24 588337 / 176697                    | |
| 23  |      | Datei hochladen | Wohnhaus mit Laden (1907–10)                          | G   | Dorf                                              | |
| 43  | ja   | Datei hochladen | Geissalpbrücke (1826)                                 | G   | Schwarzsee, Geissalpbrügg N.N. 589921 / 172524    | |
| 46  | ja   | Datei hochladen | St. Anna-Kapelle im Rohr (1933)                       | G   | Schwarzsee, Schwarzseestrasse 161 588902 / 169429 | |
| 47  |      | Datei hochladen | Bauernhaus (vor 1818)                                 | G   | Fuhra                                             | |
| 48  | ja   | Datei hochladen | Bruder-Klaus-Kapelle und Kaplanei (1964–66)           | G   | Schwarzsee, Riggisalpweg 4 588721 / 168820        | |
| 49  | ja   | Datei hochladen | Marienkapelle am Schwarzsee (1841)                    | G   | Schwarzsee, Seestrasse 83 587533 / 168354         | |
| 51  |      | Datei hochladen | Bauernhaus (um 1769)                                  | G   | Fuhra                                             | |
| 61  |      | Datei hochladen | Bauernhaus (vor 1818)                                 | G   | Telmoos                                           | |
| 64  |      | Datei hochladen | Bauernhaus (vor 1818)                                 | G   | Telmoos                                           | |
| 70  |      | Datei hochladen | Bauernhaus (2. Hälfte 18. Jh.)                        | G   | Telmoos                                           | |
| 71  |      | Datei hochladen | Bauernhaus (vor 1818)                                 | G   | Telmoos                                           | |
| 81  |      | Datei hochladen | Bauernhaus (Anfang 19. Jh.)                           | G   | Chrommen                                          | |
| 99  |      | Datei hochladen | Kleinbauernhaus (1795–1805)                           | G   | Schwarzsee                                        | |
| 183 |      | Datei hochladen | Silvester-Kapelle (1641)                              | G   | Telmoos                                           | |
| 241 |      | Datei hochladen | Wohnhaus (1908)                                       | G   | Telmoos                                           | |
| 243 | ja   | Datei hochladen | Ehemaliges Hotel Kaiseregg (1910)                     | G   | Telmoos 4 588707 / 176415                         | Abgegangen - Das Objekt wurde in der Nacht vom 18. auf den 19. Januar 2015 durch einen Brand vollständig zerstört |
| Cr  |      | Datei hochladen | Wegkreuz (1920)                                       | K   | Schwarzsee                                        | |
| WK  |      | Datei hochladen | Wegkreuz (19 Jh.)                                     | K   | Wissmatt                                          | |

Legende: Siehe Legende der Liste der Kulturgüter von nationaler und regionaler Bedeutung. Anstelle der KGS-Nummer wird als Objekt-Identifikator (ID) die Inventarnummer im Planungs- und Baureglement der Gemeinde verwendet.